# Basílica de Nuestra Señora del Carmen (Campinas)
La Basílica de Nuestra Señora del Carmen (en portugués: Basílica Nossa Senhora do Carmo) (También conocida como la Basílica del Carmen) es una basílica que se encuentra en el sector de Largo do Carmo, en el centro de Campinas en el estado de Sao Paulo al sur de Brasil. Originalmente fue la iglesia principal de la ciudad y alrededor de la cual se desarrolló Campinas.
El edificio original se inició el 14 de julio de 1774, con la primera misa, cuando se produjo la fundación de la parroquia y la ciudad de Campinas. Fue una matriz temporal, cubierta con paja, situada donde hoy se levanta el monumento a Carlos Gomes. Esta matriz provisional funcionó desde la fundación de la ciudad hasta que estuvo lista la iglesia matriz definitiva, que se abrió el 25 de julio de 1781. Esta iglesia fue la sede de la parroquia de Nuestra Señora de la Concepción, durante la colonia en y época del Imperio de Brasil.
Esta "matriz vieja" fue casi destruida en los años 1920, con la excepción del altar mayor y las torres cuando se produjo la construcción de la iglesia existente hoy en día, inspirado en el estilo neogótico.

## Véase también

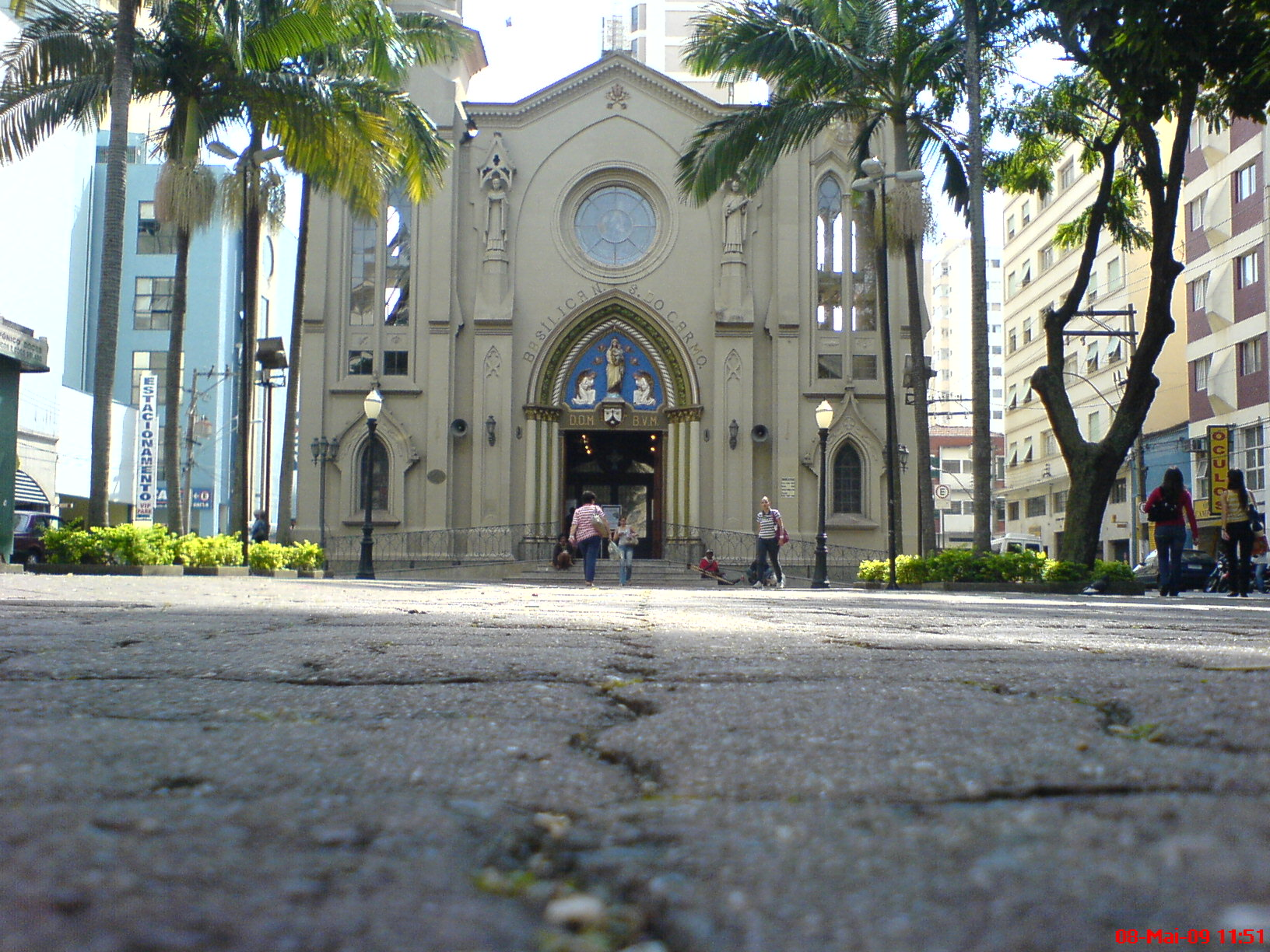
Otra vista del templo